# あなたと作る時代の記録 映像の戦後60年
『あなたと作る時代の記録 映像の戦後60年』（ -つくるじだいのきろく えいぞうのせんごろくじゅうねん）は、NHKのBS2、NHKハイビジョンにて2005年9月17日から12月11日まで放送された大型シリーズ番組である。

## 概要
2005年は、NHKの放送開始80周年であるとともに、戦後60年“時代の還暦”とも呼べる節目の年にあたるが、この機会にNHKが映像公募を行い、個人や企業・各種機関が所蔵するフィルムやビデオを収集している。集まった映像と手記をもとに、日本人が戦後、どう歩んできたのか、を紐解いていく。市民の目線で新しい戦後日本の映像史を視聴者と一緒に作りあげるのが番組の大きな狙いである。2006年にDVD化された。

## 出演
- ナレーター：田中邦衛
- 朗読：竹下景子、長塚京三、藤田弓子
- 出演：岸本加世子、蛭子能収

## 放送リスト
| サブタイトル                                    | 放送日                                                                | 放送時間（JST）                                | 備考 |
| ----------------------------------------------- | --------------------------------------------------------------------- | ---------------------------------------------- | ---- |
| 昭和20年〜昭和35年 焼け野原 ゼロからの再生      | BS2 2005年9月17日（土曜日） NHKハイビジョン 2005年9月18日（日曜日）   | BS2 21:00 - 23:00 NHハイビジョン 19:30 - 21:30 |      |
| 昭和35年〜昭和50年 疾走する日本・光と影         | BS2 2005年10月8日（土曜日） NHKハイビジョン 2005年10月9日（日曜日）   | BS2 21:00 - 23:00 NHハイビジョン 19:30 - 21:30 |      |
| 昭和50年〜平成2年 経済大国ニッポン 繁栄の果てに | BS2 2005年11月12日（土曜日） NHKハイビジョン 2005年11月13日（日曜日） | BS2 21:00 - 23:00 NHハイビジョン 19:30 - 21:30 |      |
| 平成2年〜平成17年 混迷の時代 人々は生きる       | BS2 2005年12月10日（土曜日） NHKハイビジョン 2005年12月11日（日曜日） | BS2 21:00 - 23:00 NHハイビジョン 19:30 - 21:30 |      |

## 放送日
- BS2：毎月第二土曜日 21:00 - 23:00
- BSハイビジョン：毎月第二日曜日 19:30 - 21:30